# Alebäckakärret
Alebäckakärret är ett naturreservat i Falköpings kommun i Västergötland.

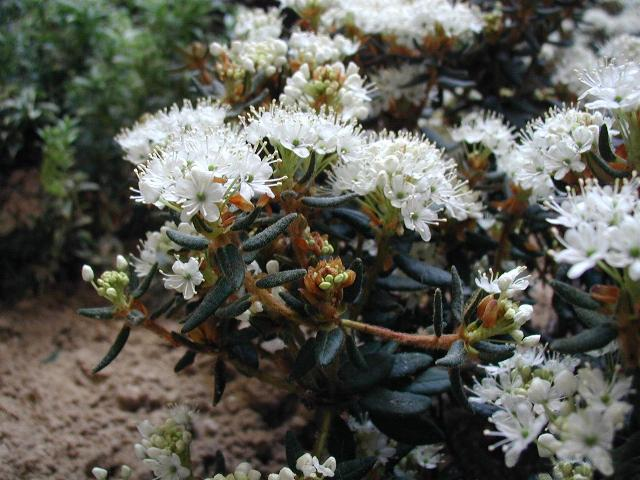
Skvattram

Reservatet är en igenvuxen våtmark som ligger i en sänka omgiven av grusmarker. På tallmossen växer skvattram och i kärret växer arter som kallgräs, vitag och tranbär. 
Området är skyddat sedan 1970 och omfattar 1 hektar. Det är beläget mellan Skövde och Tidaholm. Reservatet ingår i EU:s ekologiska nätverk av skyddade områden, Natura 2000.